# Alfabeto dell'esperanto
L'alfabeto dell'esperanto è composto da 28 lettere, prese dall'alfabeto latino, su 5 delle quali (ĉ, ĝ, ĥ, ĵ, ŝ) è presente un accento circonflesso, per distinguersi dalle corrispondenti lettere senza accento grafico (c, g, h, j, s), e su una delle quali (ŭ) è presente un accento breve, per distinguersi dalla corrispondente lettera senza accento grafico (u).

## Lettere, nomi, pronuncia
Nella seguente tabella sono elencate le lettere dell'alfabeto dell'esperanto, la loro pronuncia in codifica IPA e il loro nome in esperanto. L'alfabeto viene chiamato anche aboco (a-bo-co) [aboˈʦo], dal nome delle prime tre lettere. Il nome di ogni vocale è dato dal suono della vocale stessa (come in italiano); il nome di ogni consonante (comprese le semivocali ŭ e j) è dato dal suono della consonante seguito da -o (il suffisso che contraddistingue i sostantivi).
| Lettera | Pronuncia | Nome |
| ------- | --------- | ---- |
| a       | [a]       | a    |
| b       | [b]       | bo   |
| c       | [ʦ]       | co   |
| ĉ       | [ʧ]       | ĉo   |
| d       | [d]       | do   |
| e       | [e]       | e    |
| f       | [f]       | fo   |
| g       | [ɡ]       | go   |
| ĝ       | [ʤ]       | ĝo   |
| h       | [h]       | ho   |
| ĥ       | [x]       | ĥo   |
| i       | [i]       | i    |
| j       | [j]       | jo   |
| ĵ       | [ʒ]       | ĵo   |

| Lettera | Pronuncia | Nome |
| ------- | --------- | ---- |
| k       | [k]       | ko   |
| l       | [l]       | lo   |
| m       | [m]       | mo   |
| n       | [n]       | no   |
| o       | [o]       | o    |
| p       | [p]       | po   |
| r       | [r]       | ro   |
| s       | [s]       | so   |
| ŝ       | [ʃ]       | ŝo   |
| t       | [t]       | to   |
| u       | [u]       | u    |
| ŭ       | [w]       | ŭo   |
| v       | [v]       | vo   |
| z       | [z]       | zo   |

Non fanno parte dell'alfabeto dell'esperanto, ma si possono trovare in espressioni matematiche, le seguenti lettere dell'alfabeto latino: q (kuo), w (duobla vo), x (ikso), y (ipsilono).

## La pronuncia
Tranne alcune eccezioni, a ogni lettera corrisponde un solo suono e a ogni suono una sola lettera. Le principali eccezioni sono rappresentate dalla lettera "e" che può essere pronunciata indifferentemente [e, ɛ], e dalla lettera [o], che può essere pronunciata indifferentemente [o, ɔ], benché la pronuncia neutra preveda che vengano pronunciate come una via di mezzo tra i due rispettivi suoni. Inoltre, come in molte lingue, la lettera "r" può essere pronunciata indifferentemente [r, ɾ, ɹ, ʀ, ʁ], benché la pronuncia neutra preveda che venga pronunciata [r]. Per questo, essendo questi possibili suoni varianti facoltative dei fonemi principali /e, o, r/, sarebbe pertanto più corretto dire che a ogni lettera corrisponde un solo fonema e a ogni fonema una sola lettera. Esiste poi anche la sequenza "dz", le cui lettere, secondo quanto previsto dalle regole base del Fundamento, dovrebbero pronunciarsi separatamente, ma che nella pratica vengono poi pronunciate comunemente come un unico suono [ʣ], che è il suono della lettera "z" della parola italiana "zona". Ci sono poi le lettere "ŭ, j", che in posizione postvocalica hanno lo stesso identico suono vocalico delle lettere "u, i", per cui viene anche a mancare la succitata corrispondenza biunivoca tra lettere e fonemi. Essendo però queste soltanto poche eccezioni, possiamo comunque affermare, con un certo grado di approssimazione, che l'alfabeto dell'esperanto è quanto di più vicino possa esserci a un alfabeto con corrispondenza biunivoca tra lettere e suoni.

### Le vocali
Le vocali sono a, e, i, o, u, e si pronunciano come in italiano.

### Le consonanti
La pronuncia delle lettere che rappresentano consonanti è uguale a quella delle corrispondenti lettere dell'alfabeto italiano, con le seguenti eccezioni:
- La c si pronuncia sempre come la z nell'italiano pinza.
- La ĉ si pronuncia come la c nell'italiano cena, ciao, cielo.
- La g si pronuncia sempre come la g dura italiana, come nell'italiano gara, ghetto, ghiro.
- La ĝ si pronuncia sempre come la g dolce italiana, come nell'italiano gelo, giallo, gioco.
- La h si pronuncia leggermente aspirata, come h nel tedesco Haus, o nell'inglese hello.
- La ĥ si pronuncia fortemente aspirata, come ch nel tedesco Buch.
- La j è una semivocale, e si pronuncia come una breve i, come la i dell'italiano iato, buio.
- La ĵ si pronuncia come la j nel francese jour, o come la s nell'inglese leisure.
- La k si pronuncia sempre come la c dura italiana, come nell'italiano casa, chela, chilo.
- La ŝ si pronuncia come la sc nell'italiano inscenare.
- La ŭ è una semivocale, e si pronuncia come una breve u, come la u di uomo, guanto, o la w in inglese di windows.
- La z si pronuncia come la s sonora italiana della parola rosa.

### Consonanti consecutive
Le consonanti sono sempre lette singolarmente, indifferentemente se uguali o diverse tra loro, o da come esse siano lette in italiano. Ad esempio:
- signo (segno) si pronuncia come sig-no, con la 'g' dura;
- scii (sapere) si pronuncia come s-zìi (si devono sentire entrambe le "i", ma la prima è accentata).

## Scrittura
Per scrivere i caratteri speciali dell'esperanto col computer esistono diversi metodi, a seconda del dispositivo utilizzato.

### MacOS X
Nei sistemi MacOS X i caratteri Esperanto possono essere immessi selezionando un layout dal pannello "Input Sources" delle preferenze "Language & Text", che si trovano nell'applicazione "System Preference". Si può scaricare un layout di tastiera Esperanto che, una volta installato, funziona allo stesso modo che per le altre lingue, o è possibile usare la pre-installata U.S. Extended keyboard. Il layout di tastiera Esperanto offre due diversi metodi di digitazione. Il primo, Esperanto mantiene un layout QWERTY, ma cambia le lettere che non sono usate in Esperanto (q, w, y, and x) con i diacritici dell'Esperanto, e cambia la u in ŭ quando è seguita da una a o una e. Il secondo metodo, Esperanto-sc, consente all'utente di digitare i diacritici della maggior parte delle lingue con alfabeto basato sul Latino incluso l'Esperanto simultaneamente. Premendo una lettera seguito da un tasto combinante - di solito il punto virgola (;) si avrà la lettera con diacritico. Usando lo 'U.S. Extended keyboard layout', i caratteri dell'Esperanto possono essere digitati usando più tasti. Ecco una tabella dei vari metodi:
| Car | Esperanto            | Esperanto-sc | U.S. Extended        |
| --- | -------------------- | ------------ | -------------------- |
| Ĉ   | Q                    | c ;          | ⌥ Option+6 ⇧ Shift+c |
| ĉ   | q                    | c ;          | ⌥ Option+6 c         |
| Ĝ   | Y                    | G ;          | ⌥ Option+6 ⇧ Shift+g |
| ĝ   | y                    | g ;          | ⌥ Option+6 g         |
| Ĥ   | ⌥ Option+6 ⇧ Shift+H | H ;          | ⌥ Option+6 ⇧ Shift+H |
| ĥ   | ⌥ Option+6 h         | h ;          | ⌥ Option+6 h         |
| Ĵ   | W                    | J ;          | ⌥ Option+6 ⇧ Shift+j |
| ĵ   | w                    | j ;          | ⌥ Option+6 j         |
| Ŝ   | X                    | S ;          | ⌥ Option+6 ⇧ Shift+s |
| ŝ   | x                    | s ;          | ⌥ Option+6 s         |
| Ŭ   | Y dopo a o e         | Y dopo a o e | ⌥ Option+b ⇧ Shift+u |
| ŭ   | y dopo a o e         | y dopo a o e | ⌥ Option+b u         |

In Mac OS X è anche possibile creare il proprio layout di tastiera, in base alle proprie preferenze.